# Rispenserpoldermolen
De Rispenserpoldermolen (Fries: Rispenserpoldermûne) is een poldermolen 400 meter ten zuidoosten van het Friese dorp Oosterend. dat in de Nederlandse gemeente Súdwest-Fryslân ligt.
De molen ligt aan de rand van de buurtschap Driehuizen, en heeft het adres van de weg van deze buurtschap, Trijehuzen. De molen wordt soms geadresseerd als Hidaard, maar de molen staat in het dorpsgebied van Oosterend.

## Beschrijving
De Rispenserpoldermolen, een grondzeiler, werd oorspronkelijk in 1821 gebouwd voor de bemaling van de Rispenserpolder, deze is vernoemd naar de buurtschap, die vroeger ook wel Rispens werd genoemd. De molen vervulde deze functie tot 1964. Twee jaar later werd de molen eigendom van de toenmalige gemeente Hennaarderadeel.
Deze liet de molen restaureren, maar uiteindelijk raakte de Rispenserpoldermolen zodanig in verval, dat hij uiteindelijk zonder roeden stond. In 1993/1994 werd de molen ongeveer 125 meter in noordelijke richting verplaatst en daar gerestaureerd. Sindsdien is de molen weer maalvaardig. De molen kan op afspraak worden bezichtigd.